# Cotinga quèrula
La cotinga quèrula (Querula purpurata) és una de les espècies de la família Cotingidae. Aquesta és l'única espècie monotípica, dins del gènere Querula (Müller, PLS, 1776).

## Descripció
És una au robusta de mitja grandària i esquena llustrosa. El mascle té una llarga taca habitada i vermella en la part alta de la gola (similar als dels gorget dels colibrís), estès als costats del coll. Té un bec curt, ampli i punxegut de color grisenc, ulls negres i potes grises.

## Distribució
És trobada a Bolívia, Brasil, Colòmbia, l'Equador, Guaiana Francesa, Guyana, el Perú, Surinam i Veneçuela; També en el sud d'Amèrica Central a Nicaragua, Costa Rica i Panamà.

## Hàbitat
El seu hàbitat natural està a les terres baixes de boscos humits subtropicals o tropicals.